# Узин (аэродром)

Узин (Чепелевка), (англ. Uzin (Chepelevka)) — недействующий военный аэродром стратегической авиации СССР, в прошлом один из крупнейших аэродромов СССР. Расположен на юго-восточной окраине города Узин Белоцерковского р-на Киевской области Украины.

## Данные аэродрома
- Наименование — Узин (Чепелевка)
- Позывной — «Столярный» (старт)
- ВПП 02/20 3500 х 80
- Курс магнитный: 018/198
- Курс истинный: 023/203
- КТА — N49.79032° E030.44085°
- Превышение 178 м (21 гПа)
- Покрытие — твёрдое (бетон)
- Освещение: нет
- Регламент работы — заброшен.

## История
Полевой аэродром на окраине с. Узин существовал до Великой Отечественной войны. На аэродроме базировался 138-й ближнебомбардировочный авиационный полк на самолетах СБ. С началом войны полк принимал участие в боевых действиях в составе 19-й авиационной дивизии ВВС Юго-Западного фронта.
К лету я вернулся в свой полк (после курсов в академии). Стоял он в 70 километрах от Киева, в Узине. Грунтовый аэродром. Три ангара. Казармы. Небольшой офицерский городок с полудюжиной уцелевших (после войны) двухэтажных домов. Большое село. Жуткое бездорожье. Ни света, ни канализации. Родные пенаты... Мой полк был крепок, летал уверенно, хорошо бомбил и метко поражал воздушные цели... Но Боже, как бедно и тяжко мы жили! В периоды распутицы, коих хватало сверх всякой меры, аэродром замирал. Наш чернозём раскисал, расползались дороги, городок намертво изолировался от внешнего мира. Жива была только восьмикилометровая, для нужд сахарного завода, железнодорожная ветка, по которой, если идти пешком по шпалам, можно добраться до ближайшей железнодорожной станции. В непогоду... я не раз пересчитывал те шпалы туда и обратно, то торопясь в штаб дивизии на очередное совещание... то возвращаясь в полк. Наши дома и казармы освещались свечами и керосиновыми лампами. Несчастный дизелёк лишь иногда по вечерам давал свет в служебные помещения. Мне всё не удавалось ни найти приличный генератор, ни добыть вдоволь топлива, ни разжиться стройматериалами, чтобы хоть как-то поправить быт гарнизона... Обыкновенного воспаления аппендикса было вполне достаточно, чтобы отдать Богу душу... Всякого рода мои заявки и рапорты безвестно тонули в старших штабах.Решетников Василий Васильевич, командир авиационного полка, 1946 год
В марте 1955 года на аэродроме Узин начато формирование управления 106-й тяжелобомбардировочной авиационной дивизии 43-й воздушной армии  дальней авиации, а к концу 1955 года сформирован первый полк дивизии - 409-й тяжелобомбардировочный авиационный полк на самолётах Ту-95. Первым командиром дивизии стал дважды Герой Советского Союза полковник Молодчий Александр Игнатьевич, командиром полка назначен Герой Советского Союза полковник Харитонов Н. Н. Через год формируется второй полк дивизии -  1006-й тяжелый бомбардировочный авиационный полк, командир п-к Павлов Ю. П.
К этому времени был построен аэродром и аэродромная инфраструктура, а в конце мая 1956 года на аэродроме совершил посадку первый самолёт Ту-95.
В 1956 году на аэродроме Узин формируется 1023-й ТБАП и управление вновь формируемой 79-й ТБАД. В этот полк передали самолёты из 1006-го полка. В 1957 году новый полк вместе с управлением АД убыл в Семипалатинск, а 1006-й ТБАД до 1959 года оставался "безлошадным", затем в него начали поступать ракетоносцы Ту-95К. 
Весной 1959 года командир дивизии Решетников с главным штурманом Тарановым, и командир 1006-го ТБАП Мурнин со старшим штурманом Агеевым, на паре самолетов Ту-95 превзошли официальный рекорд дальности полета, пролетев соответственно 17150 и 16950 км.
В период до конца 50-х годов в гарнизоне введены в эксплуатацию служебные и жилые помещения. Также с подачи первого секретаря киевского обкома партии Петра Ефимовича Шелеста в Узин наконец была протянута воздушная линия электропередачи от магистральной сети. Все опоры ЛЭП были установлены личным составом гарнизона.
Экипажи дивизии в 1961-1962 годах принимали активное участие в испытаниях ядерного оружия. 30 октября 1961 года экипаж майора Дурновцева А.Е. (штурман-майор Клещ И.Н.) сбросил на полигоне Новая Земля самую мощную термоядерную бомбу.
В 1962 году в состав дивизии вошел гвардейский Краснознаменный Севастопольско-Берлинский 182-й Гвардейский ТБАП, с базированием на аэродроме в городе Моздок.
Задачами дивизии были:
- поиск и уничтожение авианосных групп ВМС противника в Атлантике
- нанесение ударов по военным объектам противника в глубине его территории и на островных базах с применением крылатых ракет Х-20М.

Помимо ударных машин, в полках дивизии были два самолёта Ту-116 (дипломатических) и один Ту-114 (пассажирский), а также два морских разведчика Ту-95МР.
В 1982 году за высокие показатели в боевой и политической подготовке 106-й ТБАД (командир - генерал-майор Степанов В.А.) присвоено почетное наименование "Имени 60-летия СССР".
В 1985 году 1006-й авиаполк перевооружается на Ту-95МС, 409-й ТБАП переформируется 409-й авиационный полк самолётов-заправщиков типа Ил-78, без изменения места дислокации. 182-й полк начал перевооружение на Ту-95МС в 1987 году, а в 1990 году он переподчинён 201-й ТБАД.
После распада СССР 409-й и 1006-й авиаполки (аэродром Узин) вошли в состав ВВС Украины, 182-й полк остался в составе ВВС России, в середине 90-х перелетел на аэродром Украинка (Серышево-2). По состоянию на 1992 год на аэродроме Узин был 21 самолет Ту-95МС-16, один Ту-95К и один Ту-95М, в принадлежности 1006-го ТБАПа, и 21 самолёт-заправщик Ил-78 409-го АПСЗ.

### Распад СССР и независимая Украина
Во время распада СССР 1006-й авиационный полк ВВС СССР базировался на территории Украины на авиабазе Узин. После провозглашения независимости Украины военно-политическое руководство России, не желая мириться с потерей стратегических бомбардировщиков, попробовало повторить в Узине «казахстанский сценарий», когда все Ту-95 двух авиационных полков, дислоцированных в Семей (бывшем Семипалатинске) на аэродроме Чаган, были перегнаны в Россию без ведома руководства Казахстана. С целью организации этого сценария в Узин прибыл главнокомандующий ВВС Российской Федерации Петр Дейнекин. Для недопущения поднятия самолётов в воздух на взлётно-посадочную полосу украинские военные вывели зенитные установки ЗСУ-23-4 «Шилка» и так, при принципиальной позиции командира 106-й авиадивизии Михаила Башкирова поддержке старших офицеров, самолёты остались на Украине.
В феврале 1992 года я получил приказ министра обороны СНГ Шапошникова обеспечить перелет стратегических бомбардировщиков на базу в Энгельс. На свой страх и риск я не выполнил этот приказ. Сразу же из Москвы приехала целая команда вместе с представителями трех каналов российского телевидения. Меня долго распекали. Но ни одного представителя Министерства обороны Украины на этом сборище не было. Мы тогда не отдали наши ракетоносцы. После того как московские визитеры и тогдашнему министру обороны Константину Морозову, и мне отдали приказ отправить в Россию стратегические самолеты, мы выкатили бронетранспортеры на полосу и не дали им взлететьгенерал-майор авиации Украины Башкиров Михаил
Кризис вызванный распадом СССР и очень высокая стоимость эксплуатации самолётов авиаполка привели к тому что лётчики совершали до 4-5 полётов на самолётах этого типа в год. Даже содержание одного самолёта на консервации стоило государственному бюджету Украины в 200 тысяч долларов в год. Также очевидной было несоответствие новой военной доктрине Украины самолётов Ту-160 и Ту-95, созданных для нанесения ударов в стратегической глубине противника. Сначала самолёты хотели утилизировать в рамках Соглашения о сокращение стратегических наступательных вооружений до 2001 года. Однако 6 октября 1998 года после трёхлетних переговоров, было подписанно соглашение про передачу России 8 Ту-160, 3 Ту-95МС и 240 крылатых ракет X-55 в уплату украинского долга за энергоносители в 285 миллионов долларов.
Три Ту-95МС (б/н, 31 и 95) были переоборудованы в самолёты-разведчики и поставлены на хранение возле НАРП (Николаевского авиаремонтного предприятия) и в 2013 году были проданы на металлолом. Ещё два Ту-95 установлены в качестве экспонатов — один в Полтавском музее авиации, второй на окраине Узина. Оставшиеся Ил-78 были переоборудованы в транспортные и переданы различным структурам для коммерческих перевозок. По состоянию на 2016 год 17 самолётов было продано в Алжир, Пакистан, Анголу, США и КНР. Один самолёт разбит, один на НАРП используется в качестве донора запчастей, ещё два нелетающих находятся на хранении на аэродроме Запорожье.
16 августа 2019 года на территории заброшенного аэродрома были выявлены незаконные посевы кукурузы и пшеницы. Территория базы на тот момент принадлежала Управлению государственной охраны Украины.